# جون كاندي
جون كاندي (بالإنجليزية: John Candy)‏ (31 أكتوبر 1950 في أونتاريو، كندا - 4 مارس 1994 في المكسيك)، هو ممثل كندي بدأ مسيرته الفنية عام 1969. كما أنه من الفائزين بجائزة إيمي. تُوفي في 4 مارس عام 1994 أثناء تصويره في إحدى أفلام بسبب سكتة قلبية بعمر 43 عاماً.

## وصلات خارجية
- جون كاندي على موقع IMDb (الإنجليزية)
- جون كاندي على موقع ميتاكريتيك (الإنجليزية)
- جون كاندي على موقع الموسوعة البريطانية (الإنجليزية)
- جون كاندي على موقع روتن توميتوز (الإنجليزية)
- جون كاندي على موقع ألو سيني (الفرنسية)
- جون كاندي على موقع ميوزك برينز (الإنجليزية)
- جون كاندي على موقع تيرنر كلاسيك موفيز (الإنجليزية)
- جون كاندي على موقع أول موفي (الإنجليزية)
- جون كاندي على موقع قاعدة بيانات الأفلام السويدية (السويدية)
- جون كاندي على موقع إن إن دي بي (الإنجليزية)